# Göte Wälitalo
Göte Emil Wälitalo (* 18. Juli 1956 in Kiruna) ist ein ehemaliger schwedischer Eishockeytorwart und jetziger -trainer. 

## Karriere
Göte Wälitalo begann seine Karriere als Eishockeyspieler in seiner Heimatstadt in der Nachwuchsabteilung von Kiruna AIF, für dessen Profimannschaft er von 1973 bis 1980 aktiv war. Mit Kiruna stieg der Torwart in seinem Rookiejahr, der Saison 1973/74 aus der Division 1, der zu diesem Zeitpunkt höchsten schwedischen Spielklasse, in die zweitklassige Division 2 ab. Von 1975 bis 1980 trat er mit Kiruna in der nach Gründung der Profiliga Elitserien nur noch zweitklassigen Division 1 an. Zur Saison 1980/81 wechselte er zum Elitserien-Teilnehmer IF Björklöven. Mit diesem gewann er in der Saison 1986/87 den schwedischen Meistertitel. Er selbst war der Torwart mit dem niedrigsten Gegentorschnitt der Elitserien. Dies war ihm zuvor bereits in der Saison 1982/83 gelungen. Im Anschluss an die Saison 1989/90 beendete der Schwede seine aktive Karriere im Alter von 34 Jahren. 
Im Jahr 2001 war Wälitalo zunächst als Assistenztrainer der schwedischen U18-Junioren-Nationalmannschaft tätig. Seit 2005 ist er Torwarttrainer bei seinem Stammverein IF Björklöven. 

### International
Für Schweden nahm Wälitalo an den Weltmeisterschaften 1983 und 1983 teil. Zudem stand er im Aufgebot seines Landes bei den Olympischen Winterspielen 1984 in Sarajevo sowie 1981 und 1984 beim Canada Cup. Bei den Winterspielen 1984 gewann er mit seiner Mannschaft die Bronzemedaille.

## Erfolge und Auszeichnungen
- 1982 Schwedisches All-Star Team
- 1983 Niedrigster Gegentorschnitt der Elitserien
- 1987 Schwedischer Meister mit IF Björklöven
- 1987 Niedrigster Gegentorschnitt der Elitserien

### International
- 1984 Bronzemedaille bei den Olympischen Winterspielen
- 1984 Silbermedaille beim Canada Cup